# 하남진곡산단로
하남진곡산단로(Hanamjingoksandan-ro)는 광주광역시 광산구 운수동 운수 나들목과 전라남도 장성군을 거쳐 광주광역시 북구 오룡동 광주과학기술원을 잇는 도로이다. 하남산업단지와 진곡산업단지를 지나기 때문에 이 두 공단의 이름을 따서 '하남진곡산단로'라고 명명되었으며, 직접 연결되지 않는 무안광주고속도로와 호남고속도로를 연결해주기 때문에 자동차 전용도로로 지정되었다.

## 연혁
- 2015년 5월 15일 : 하남산단외곽도로(광주광역시 광산구 운수동 ~ 오선동) 5.7km 구간과 진곡산단진입도로(광주광역시 광산구 오선동 ~ 북구 오룡동) 5.5km 구간을 자동차 전용도로로 지정[1]
- 2015년 12월 14일 : 2개 이상 시·도에 걸쳐있는 도로로 하남진곡산단로로 명명[2]
- 2016년 1월 20일 : 진곡산단진입도로(광주광역시 광산구 오선동 ~ 북구 오룡동) 5.5km 구간 개통[3]
- 2016년 9월 12일 : 하남산단외곽도로 2공구(광주광역시 광산구 장수동 ~ 오선동) 2.5km 구간 개통[4]
- 2017년 5월 18일 : 하남산단외곽도로 1공구(광주광역시 광산구 운수동 ~ 장수동) 3.2km 구간 개통[5]

## 주요 경유지
광주광역시
- 광산구 (운수동 · 산정동 · 장수동 · 고룡동 · 장수동 · 하남동 · 오선동 · 진곡동)

전라남도
- 장성군 남면

광주광역시
- 광산구 비아동 - 북구 오룡동

## 노선
- (■): 자동차 전용도로 구간

| 이름                          | 접속 노선                          | 소재지        | 소재지        | 비고          |
| 동곡로와 직결                 | 동곡로와 직결                      | 동곡로와 직결 | 동곡로와 직결 | 동곡로와 직결 |
| ----------------------------- | ---------------------------------- | ------------- | ------------- | ------------- |
| 운수 나들목                   | 12호선 무안광주고속도로 무진대로   | 광주광역시    | 광산구        |               |
| 어등 교차로 절골1교 절골2교   | 운수절골길                         | 광주광역시    | 광산구        |               |
| 어등터널                      |                                    | 광주광역시    | 광산구        |               |
| 물넘어고개                    |                                    | 광주광역시    | 광산구        |               |
| 수남터널                      |                                    | 광주광역시    | 광산구        |               |
| 장수1교                       |                                    | 광주광역시    | 광산구        |               |
| 장수 교차로                   | 고봉로                             | 광주광역시    | 광산구        |               |
| 고룡과선교 하남과선교         |                                    | 광주광역시    | 광산구        |               |
| 고저 교차로                   | 진곡산단중앙로                     | 광주광역시    | 광산구        |               |
| 발산교                        |                                    | 광주광역시    | 광산구        |               |
| 오선 교차로                   | 손재로 진곡산단3번로 하남산단6번로 | 광주광역시    | 광산구        |               |
| 진곡1교 진곡2교               |                                    | 광주광역시    | 광산구        |               |
| 진곡 교차로                   | 임곡로                             | 광주광역시    | 광산구        |               |
| 남장성 나들목 (남장성 교차로) | 500호선 광주외곽순환고속도로       | 장성군        | 남면          |               |
| 월정 교차로                   | 임곡로 불정길                      | 장성군        | 남면          |               |
| 풍영정천교                    |                                    | 장성군        | 남면          |               |
| 북광산 나들목                 | 25호선 호남고속도로                | 장성군        | 남면          |               |
| 비아교                        |                                    | 장성군        | 남면          |               |
| 광주광역시                    | 광산구                             |               |               |               |
| 광주광역시                    | (광주과학기술원)                   | 나노산단로    | 북구          |               |
| 삼소로와 직결                 |                                    |               |               |               |